# Morgul
Morgul e норвежка блек метъл група, основана през 1991 година в град Роде.

## Състав
Настоящи членове
- Jack D. Ripper – вокал, китара, баскитара, синтезатор
- Pete Johansen – цигулка

Бивши членове
- Hex – барабани (до 1999)
- Tom Cuper – барабани

## Дискография
Студио албуми
- 1997 – „Lost In Shadows Grey“
- 1998 – „Parody of the Mass“
- 2000 – „The Horror Grandeur“
- 2001 – „Sketch Of Supposed Murderer“
- 2005 – „All Dead Here...“

Демо
- 1994 – „Vargvinter“
- 1995 – „In Gowns Flowing Wide“